# Doppio impatto
Il Doppio impatto è una tecnica speciale applicata nell'allenamento coi pesi (resistance training), in particolare nel body building e fitness.

## Definizione
Il Doppio impatto è una tecnica che sfrutta il meccanismo del riflesso miotatico (Stretch reflex). Questo stimolo viene ottenuto portando un muscolo rapidamente in massima estensione, provocando come risposta una contrazione involontaria del muscolo stesso. La tecnica culturistica che applica questo principio permetterebbe il massimo reclutamento muscolare sfruttando l'azione dei fusi neuromuscolari, dei recettori meccanici che si trovano all'interno dei muscoli striati. Questi sono disposti in parallelo tra le fibre muscolari, con la funzione di registrare l'allungamento muscolare. Quando il muscolo interessato viene allungato improvvisamente ed in maniera eccessiva, i fusi intervengono provocando appunto questo riflesso miotatico, cioè un riflesso che provoca un'immediata contrazione del muscolo interessato.
(Len Kravitz, Ph.D.)
In base a questo principio si è voluto sfruttare il riflesso miotatico introducendolo all'interno di una tecnica di bodybuilding, la quale consentirebbe un maggiore reclutamento delle fibre nella conseguente fase concentrica. Il Doppio impatto sarebbe più indicato per gli esercizi monoarticolari (o di isolamento), per conferire il massimo carico in posizione di allungamento, e naturalmente sarebbe da introdurre solo in quella categoria di esercizi che permettono al muscolo di raggiungere il massimo stiramento. Ciò in quanto non tutti gli esercizi lo permettono. Per applicarla, viene suggerito di eseguire la fase eccentrica in maniera controllata ed enfatizzata (ripetizione eccentrica) fino a raggiungere il punto di massimo stiramento (se previsto nell'esercizio), risalire solo per un quarto del range di movimento (ROM, Range of motion) nella fase concentrica, e lasciare nuovamente cadere il carico fino a raggiungere nuovamente l'allungamento del muscolo, e ripercorrere la fase concentrica percorrendo il range di movimento completo sfruttando questa volta l'attivazione del riflesso miotatico. Grazie a questa risposta di riflesso, si riuscirebbe ad ottenere un maggiore reclutamento muscolare mediante l'intervento dei fusi neuromuscolari.
I movimenti balistici in cui la fase eccentrica viene eseguita in maniera esplosiva possono facilmente provocare infortuni. La velocità di rimbalzo può provocare una contrazione altrettanto reattivo del muscolo, portando a forzare l'area muscolotendinea e lacerazioni microscopiche delle fibre muscolari. In questo caso tale possibilità viene limitata in quanto questo movimento rapido viene permesso per un ROM parziale e molto breve, senza la possibilità di guadagnare un'accelerazione eccessiva e incontrollabile. Come precedentemente menzionato, la fase eccentrica eseguita in maniera esplosiva percorre solo un quarto di tutto il ROM previsto. Il Doppio impatto può essere efficacemente introdotto in esercizi che consentono di raggiungere il massimo stiramento dei muscoli coinvolti durante il ROM come le croci con manubri, il pull-over, le trazioni a presa stretta (sbarra o lat machine), leg curl, o calf machine. La ricerca ha rilevato che il riflesso miotatico può essere inibito nei muscoli che vengono allungati passivamente. I soggetti potrebbero rilassare i muscoli consapevolmente quando ci si aspetterebbe che si verifichi il riflesso miotatico.

## Altre tecniche di allenamento di resistenza
- Super set
- Tri set
- Set gigante
- Stretch contrastato
- Stripping
- Rest pause
- Ripetizioni eccentriche
- Ripetizioni forzate
- Ripetizioni negative
- Ripetizioni parziali
- Cheating
- Super slow
- Peak contraction
- Blocco circolatorio
- Serie del 21
- Sistema piramidale
- Mantieni Peso (MP)
- Mantieni Ripetizioni (MR)
- Cedimento muscolare